# オーマイゴッド粒子
オーマイゴッド粒子（オーマイゴッドりゅうし、Oh-My-God particle）は、ユタ州のダグウェイ性能試験場で、1991年10月15日夕方に検出された超高エネルギー宇宙線である。エネルギーは、約300エクサ電子ボルト（50ジュール）と推定され、「驚くべき粒子」と形容された。この亜原子粒子の持つエネルギーは、時速約100キロメートルで運動する約140グラムの野球ボールの運動エネルギーに相当する。
この粒子は、光速に非常に近い速度で運動しており、陽子であるとすれば、その速度は1秒間当たり光より1.5フェムトメートル遅いだけであり、光速の約0.9999999999999999999999951倍に相当する。この速度の粒子と光速の物体が1年間進むと、46ナノメートルの差がつき、また22万年ごとに1センチメートルの差がつく。
この粒子のエネルギーは、地球上の加速器で作り出させる最も高エネルギーの陽子の約4,000万倍だった。しかし、大気中の核との相互作用において取り出せたエネルギーはごくわずかであり、ほとんどは、相互作用で生じた粒子群全体の力学的エネルギーとなった。衝突の有効エネルギーは、粒子のエネルギーと陽子の質量エネルギーの積の2倍の平方根であり、この粒子の場合、7.5×1014 eV、大型ハドロン衝突型加速器（LHC）の衝突エネルギーのおおよそ50倍に達する。